# Ulica Franciszka Stefczyka w Braniewie
Ulica Franciszka Stefczyka w Braniewie – ulica Braniewa o długości 2,023 km, będąca w całości częścią drogi powiatowej nr 1381N. Do 1945 roku nosiła nazwę Zagerer Weg, gdyż prowadzi do pobliskiej miejscowości Zawierz (niem. Zagern).

## Historia

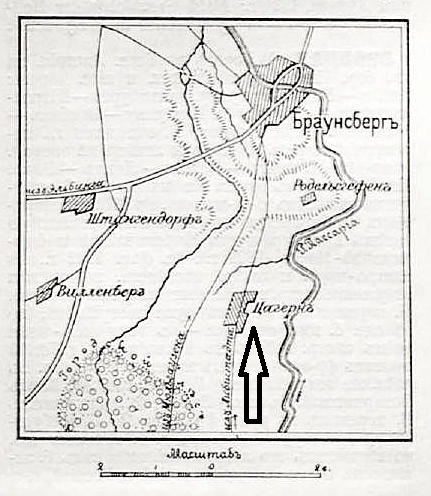
Ul. Stefczyka – do końca XIX w. droga Braniewo-Zawierz (zaznaczony strzałką). Военная энциклопедия (Сытин, 1911–1915)

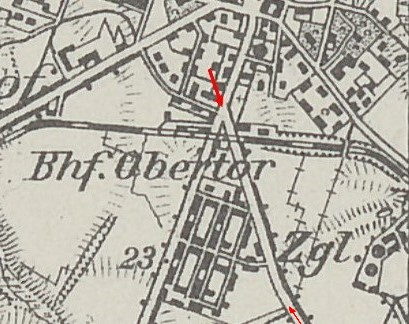
Ulica na mapie z 1939, zaznaczona już jako droga utwardzona

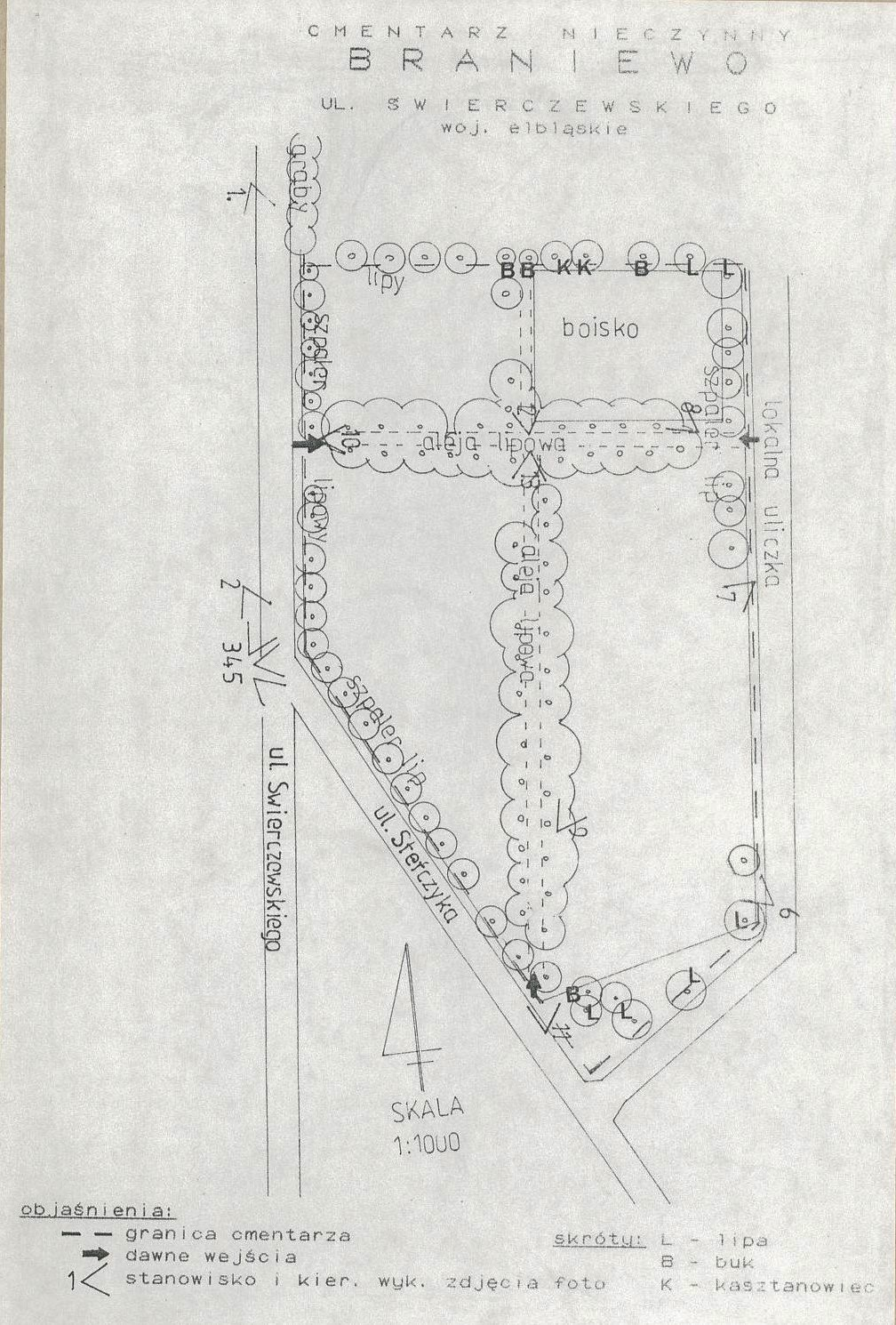
Skrzyżowanie Stefczyka-Sikorskiego do lat 90. XX w.

Ulica Stefczyka w Braniewie stanowiła pierwotnie drogę do pobliskich wsi Zawierz i Pierzchały. Obie wsie wzmiankowane już w średniowieczu – Pierzchały w 1296 roku, gdy zostały wymienione w przywileju lokacyjnym wsi Chruściel, Zawierz był wzmiankowany już w roku 1311. Jednak czy taki sam przebieg całej drogi pozostawał przez cały czas – pozostaje wątpliwe. Mapa 1848 sugeruje, że droga do Zawierza brała swój początek wcześniej bezpośrednio z ulicy Moniuszki. Dopiero od drugiej połowy XIX wieku zyskujemy poświadczenie aktualnego przebiegu drogi, kiedy to przy rozgałęzieniu ulic Malzstraße (Sikorskiego) i Zagerer Weg (droga do Zawierza, czyli ul. Stefczyka) założony zostaje przez ks. Antona Arendta cmentarz św. Katarzyny, który funkcjonował w tej lokalizacji do końca II wojny światowej.
Ważny bodziec do rozwoju tego krańca miasta przyniosła budowa kolei nadzalewowej (1897–1899), gdyż jedna z jej stacji, Braniewo Brama (Braunsberg Obertor), umiejscowiona została w pobliżu tejże ulicy. Od tamtego też czasu ulicę przecina linia kolejowa nr 254 na przejeździe kolejowo-drogowym.
Najbardziej znaczące zmiany w rozbudowie tej arterii komunikacyjnej miasta przyniosły jednak lata 30. XX w., gdy skokowo rosła ludność miasta, a nowe osiedla mieszkalne powstawały niemal we wszystkich kierunkach. W 1932 roku ukończono przebudowę tej ulicy wraz z drogą do Zawierza – powstała szosa o nawierzchni utwardzonej (Kunststraße), która wyłożona została kostką brukową. Wzrosła wówczas jej kategoria do jednej z najważniejszych dróg wylotowych z miasta o przejezdności przez cały rok. Przy tej ulicy, pod adresem Zagerer Weg 7, przed wojną funkcjonowała duża stolarnia, której właścicielem był Rudolf Piehl. Musiała być znacząca, gdyż wyszczególniano ją w książkach adresowych z roku 1930 oraz 1936, ponadto była oznaczana też na mapach.
16 marca 1935 wprowadzono w Rzeszy obowiązkową służbę wojskową, ale przygotowania do militaryzacji państwa rozpoczęły się wcześniej. Już od stycznia 1933 władze Okręgu Wojskowego w Królewcu rozpoczęły poufne rozmowy z burmistrzem Braniewa Ludwigiem Kayserem w sprawie rozbudowy fortyfikacji Trójkąta Lidzbarskiego aż do Zalewu Wiślanego i utworzenia w mieście garnizonu wojskowego. W poufne pertraktacje włączona została przełożona generalna Zgromadzenia Sióstr św. Katarzyny Arcadia Schmalenbach, gdyż teren wzdłuż szosy do Lasu Miejskiego (Stadtwald Chaussee), na którym planowano budowę koszar, należał do klasztoru. Po odkupieniu ziemi od zakonu, w 1934 rozpoczęto wznoszenie tajemniczych budynków, które wkrótce okazały się wielkim kompleksem koszarowym. W 1935 do koszar wprowadziło się wojsko, a Braniewo stało się miastem garnizonowym. Powiększył się areał miasta w kierunku południowym, a wraz z tym powstała nowa zabudowa przy ulicy, a także wzrosła jej długość.
W 1935 przy jednostce wojskowej powstała piekarnia, do której elementy wyposażenia zakupiono w znanej fabryce Maschinenfabrik Haagen & Rinau w Bremie. Współcześnie, pod nazwą Piekarnia Warmińska, zlokalizowana jest w tym samym miejscu, nawiązując rokiem „1935” w swoim logo do przedwojennej tradycji. Ponadto po drugiej, wschodniej stronie ulicy Stefczyka w 1936 powstały kolejne uliczki z budynkami mieszkalnymi dla żołnierzy Wermachtu i ich rodzin. Utworzyły one nową dzielnicę miasta, która występuje współcześnie pod nazwą Osiedle Wojskowe.
Po wojnie wyróżnikami ulicy stały się również rury ciepłownicze, położone wzdłuż znacznej części ulicy, oraz długo utrzymująca się nawierzchnia z kostki brukowej. Dopiero po 2015 roku rozpoczęto modernizację nawierzchni drogi oraz jej stopniowe pokrywanie nawierzchnią bitumiczną – z uwagi na to, iż obecnie przeważającym ruchem na tej drodze jest transport samochodowy, a od pierwotnego wykorzystanie nawierzchni brukowej do celów ruchu pojazdów gąsienicowych odstąpiono. Ponadto położenie na bruku nowej nawierzchni bitumicznej spowodowało zmniejszenie hałasu i zapylenia w obrębie drogi oraz wpłynęło pozytywnie na płynność ruchu i stan pojazdów.
Do połowy lat 90. XX w. skrzyżowanie ulic Stefczyka i Sikorskiego znajdowało się tuż przy byłym cmentarzu św. Katarzyny, wówczas parku, później zostało przebudowane w ten sposób, aby ulice krzyżowały się pod kątem prostym, co jest dobrze widoczne na mapach i zdjęciach z wcześniejszego okresu.
Od 2000 przy ul. Stefczyka 11 funkcjonuje Wojskowa Specjalistyczna Przychodnia Lekarska. Powstała ona na bazie części kompleksu batalionu medycznego. Batalion medyczny istniał tu od roku 1962, do jego zadań należała opieka medyczna nad żołnierzami służącymi w garnizonie oraz nad ich rodzinami. W 1999, w ramach reformy służby zdrowia rządu premiera Buzka, z batalionu wyodrębniono ogólnodostępną przychodnię wojskową, działającą w ramach Branżowej Kasy Chorych. Batalion medyczny funkcjonował jeszcze do końca czerwca 2001, następnie został przeniesiony do Elbląga. Jego majątek został rozparcelowany. Część przejęła przychodnia lekarska, a część, m.in. korty tenisowe batalionu, zostały włączone do jednostki wojskowej. Ogólnodostępna przychodnia funkcjonuje współcześnie w jednym z jego budynków.
Na początku listopada 2001, z powodu zmniejszenia się natężenia ruchu kolejowego Kolei Nadzalewowej, a także szukania oszczędności na kolei, zmieniona została kategoria przejazdu kolejowego na ul. Stefczyka ze strzeżonego na niestrzeżony. Wiązało się to z likwidacją rogatek (zapór) w tym miejscu, które zastąpił znak B-20 (STOP). Po kilku latach od zaprzestania ruchu pociągów pasażerskich 16 kwietnia 2010 zlikwidowany został również znak STOP, zamiast niego ustawiony został znak B-33 – ograniczenie prędkości do 30 km/h.
Według stanu na rok 2022 ulica Stefczyka o łącznej długości 2023 metrów miała 1878 m nawierzchni bitumicznej i tylko 137 m zachowanej nawierzchni z kostki brukowej – był to odcinek od skrzyżowania z ul. Sikorskiego do przejazdu kolejowo-drogowego.
29 września 2023 został pokryty nawierzchnią bitumiczną ostatni odcinek ulicy Stefczyka.
W październiku 2024 przy ul. Stefczyka rozpoczęto budowę osiedla 90 domów jednorodzinnych w zabudowie wolnostojącej i bliźniaczej o nazwie „Osiedle Stefczyka”.

## Ważniejsze obiekty
- Stacja Przeładunkowa Braniewo: Zawierz-Rudłowo, zakład utylizacji odpadów zlokalizowany w Braniewie na końcu ul. Stefczyka
- Miejskie Przedsiębiorstwo Energetyki Cieplnej
- Piekarnia Warmińska
- Wojskowa Specjalistyczna Przychodnia Lekarska
- Cmentarz św. Katarzyny w Braniewie (Akademia Tenisa)

## Galeria zdjęć

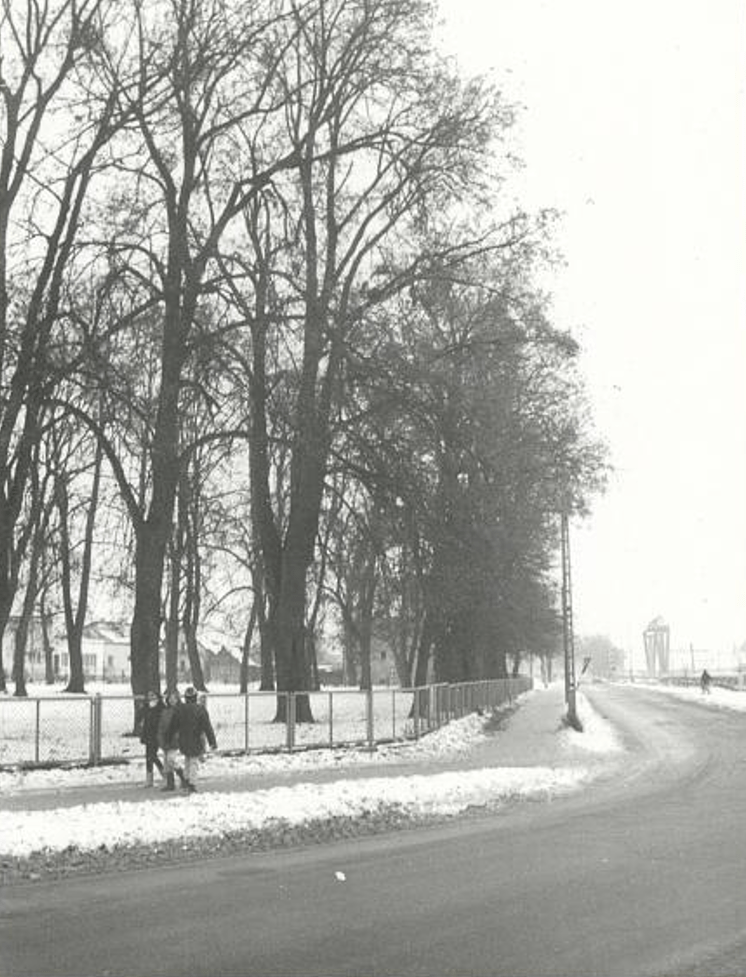
Stare skrz. Sikorskiego-Stefczyka ok. 1993
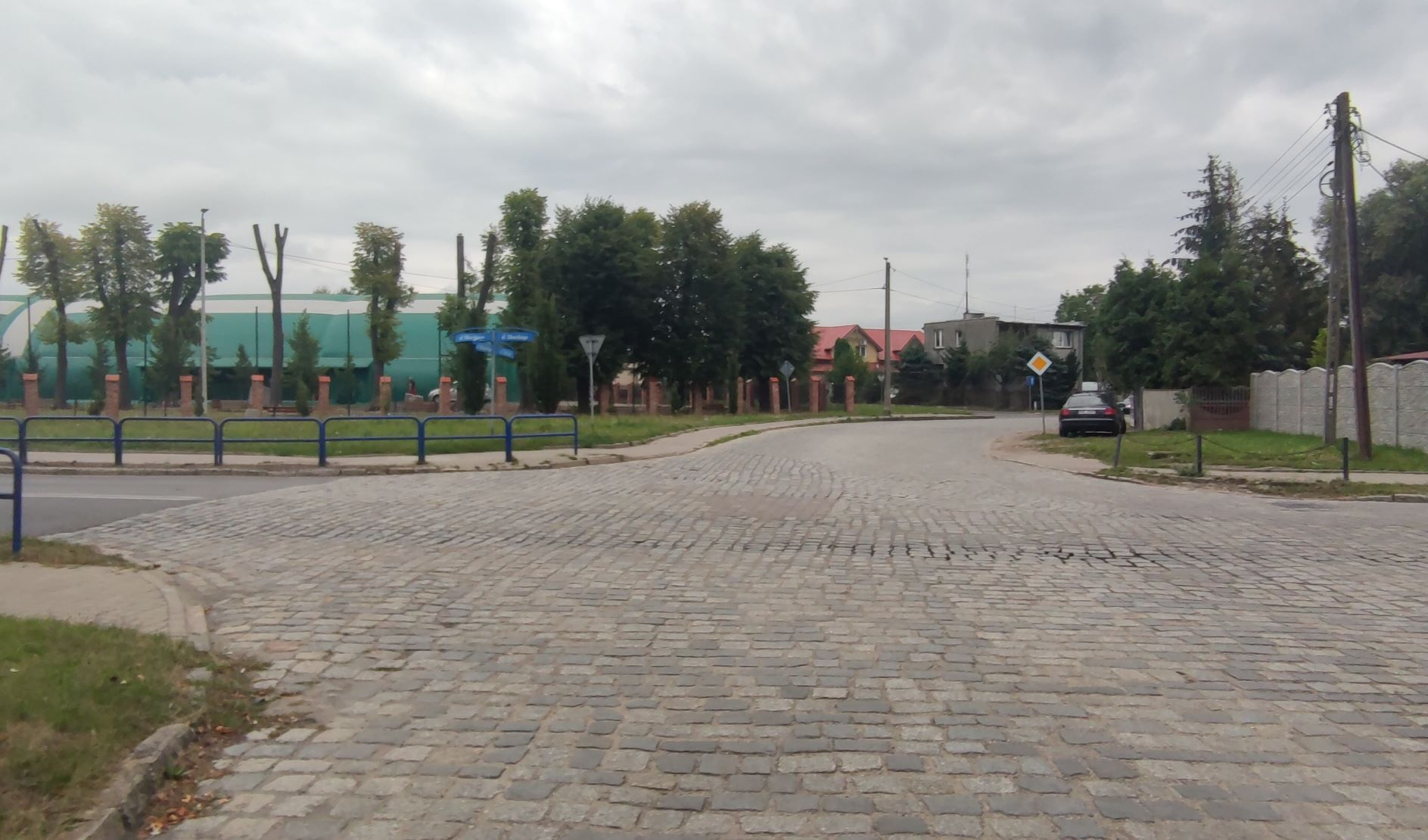
Skrzyżowanie ulic Stefczyka, Sikorskiego i Mielczarskiego
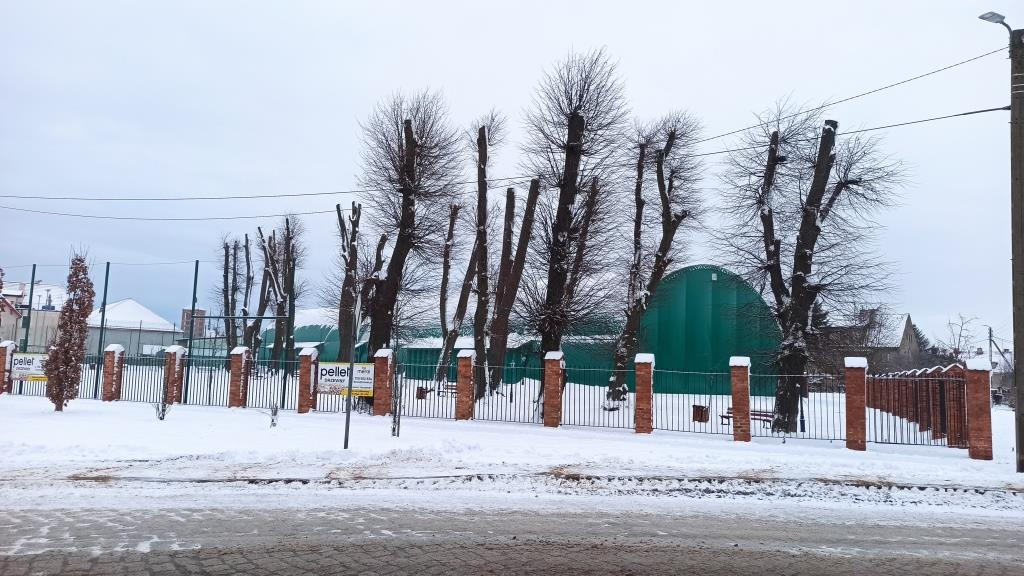
Były cmentarz św. Katarzyny
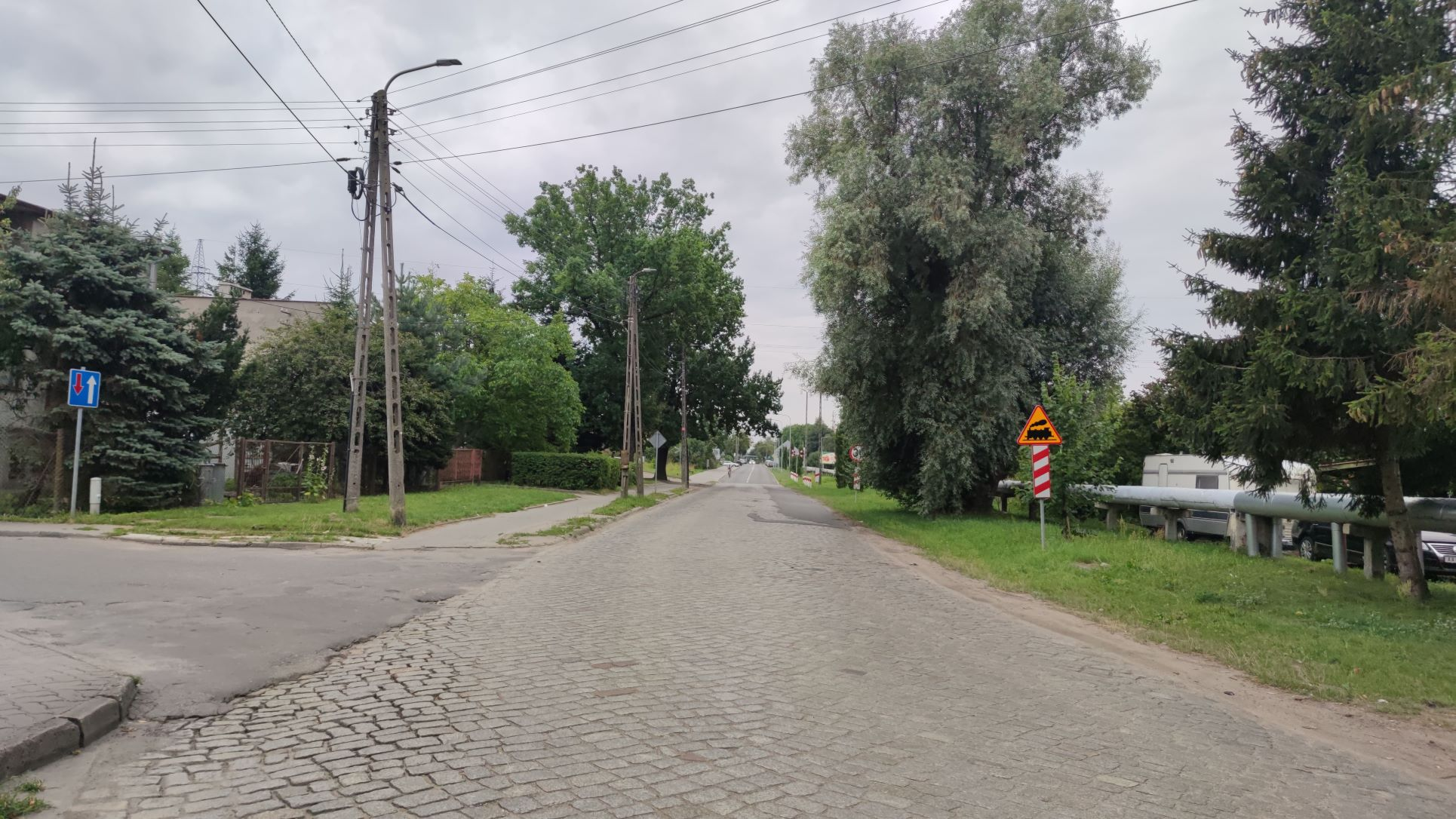
Skrzyżowanie ul. Stefczyka i Zielonej
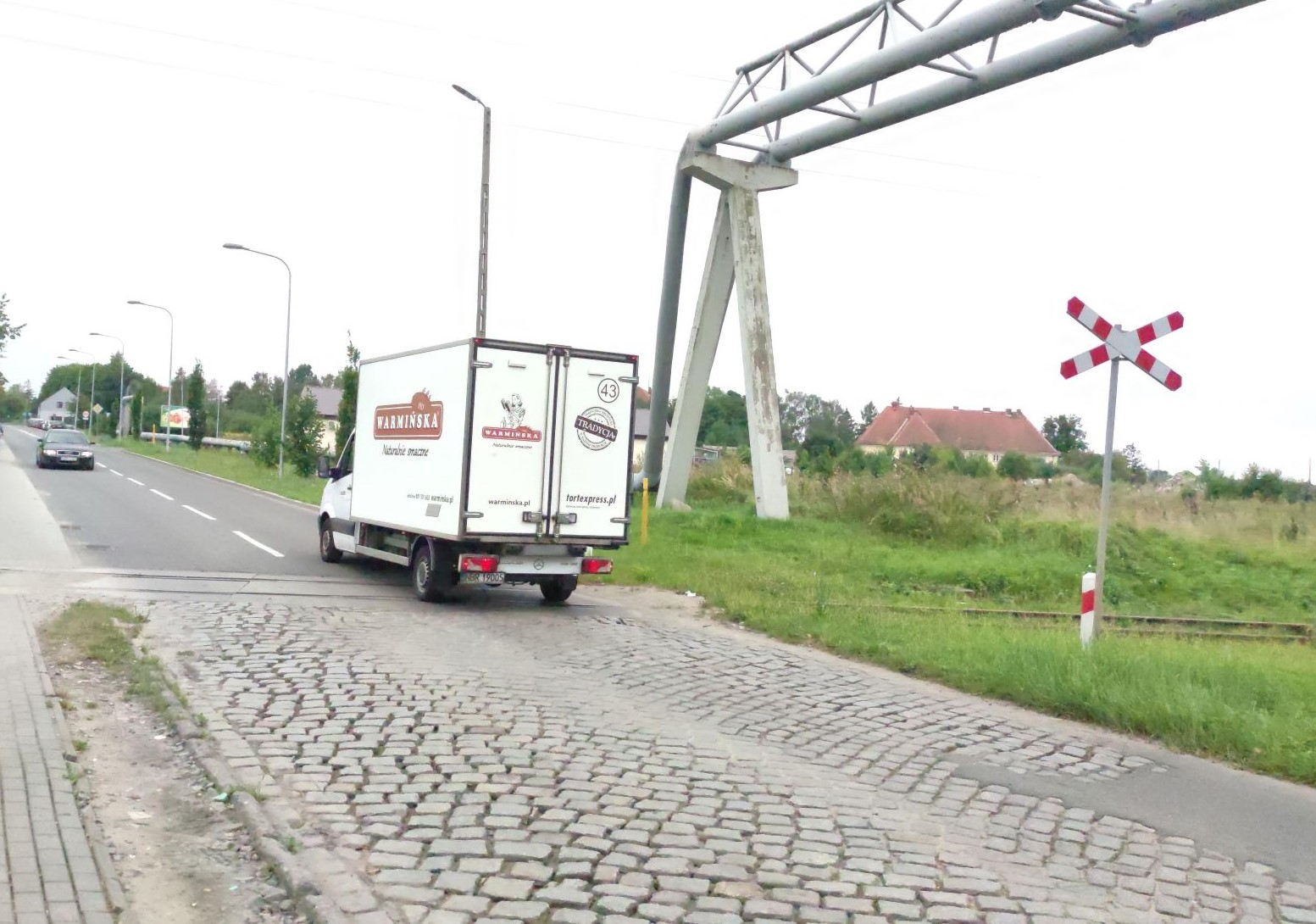
Przejazd kolejowo-drogowy (od 2001 bez rogatek)
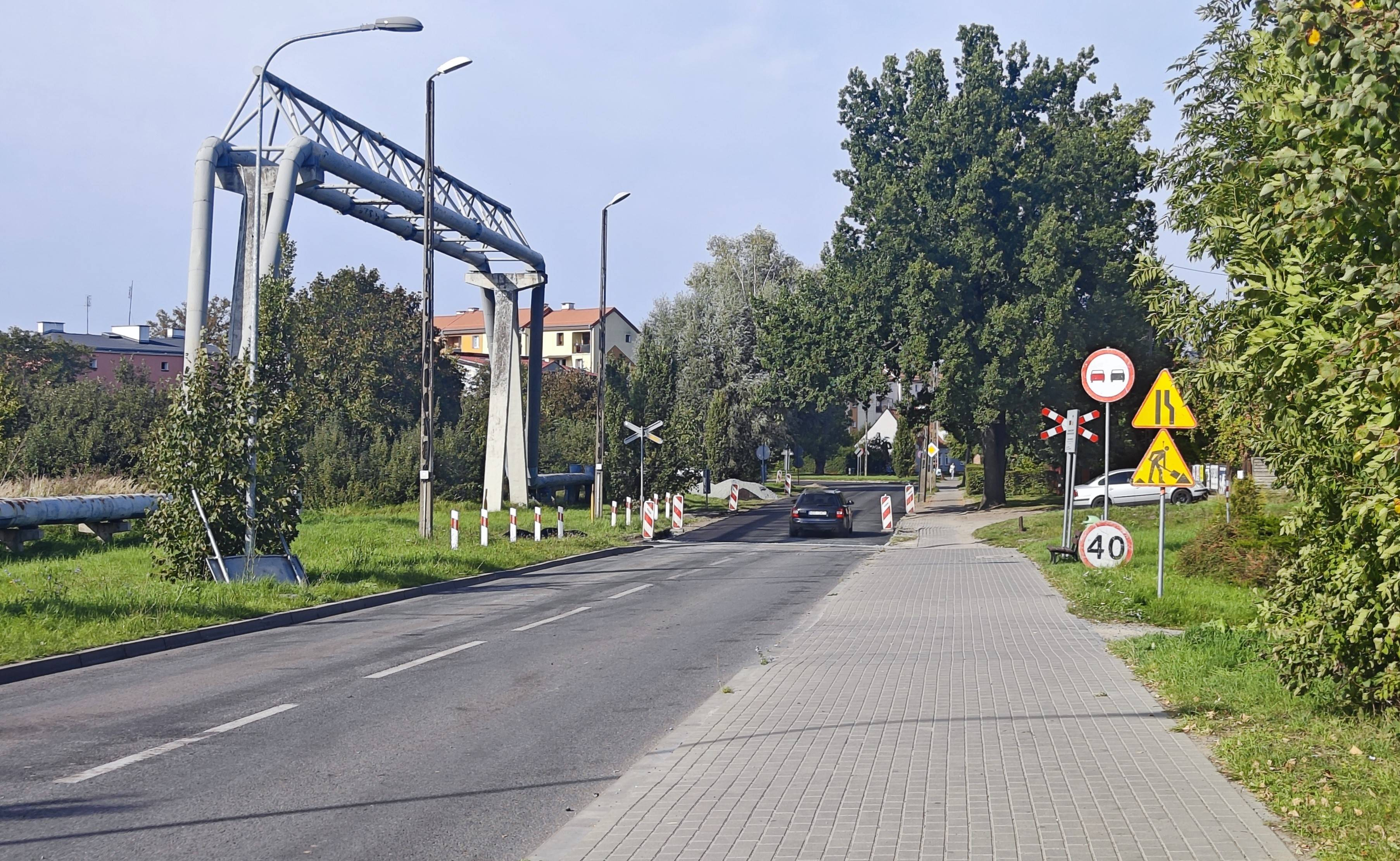
Cała ulica pokryta asfaltem (od 29.09.2023)
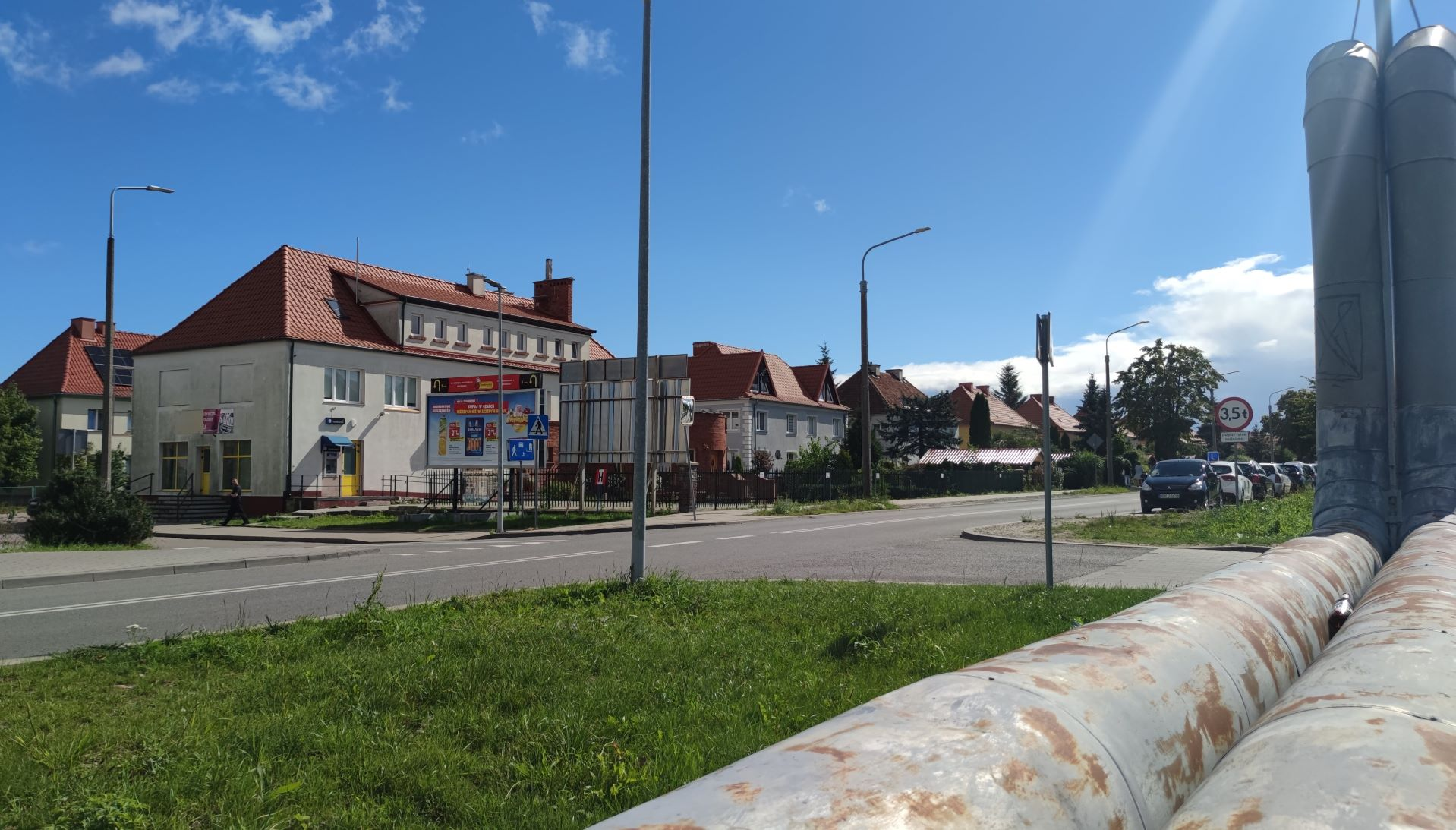
Skrzyżowanie ul. Stefczyka i Bema
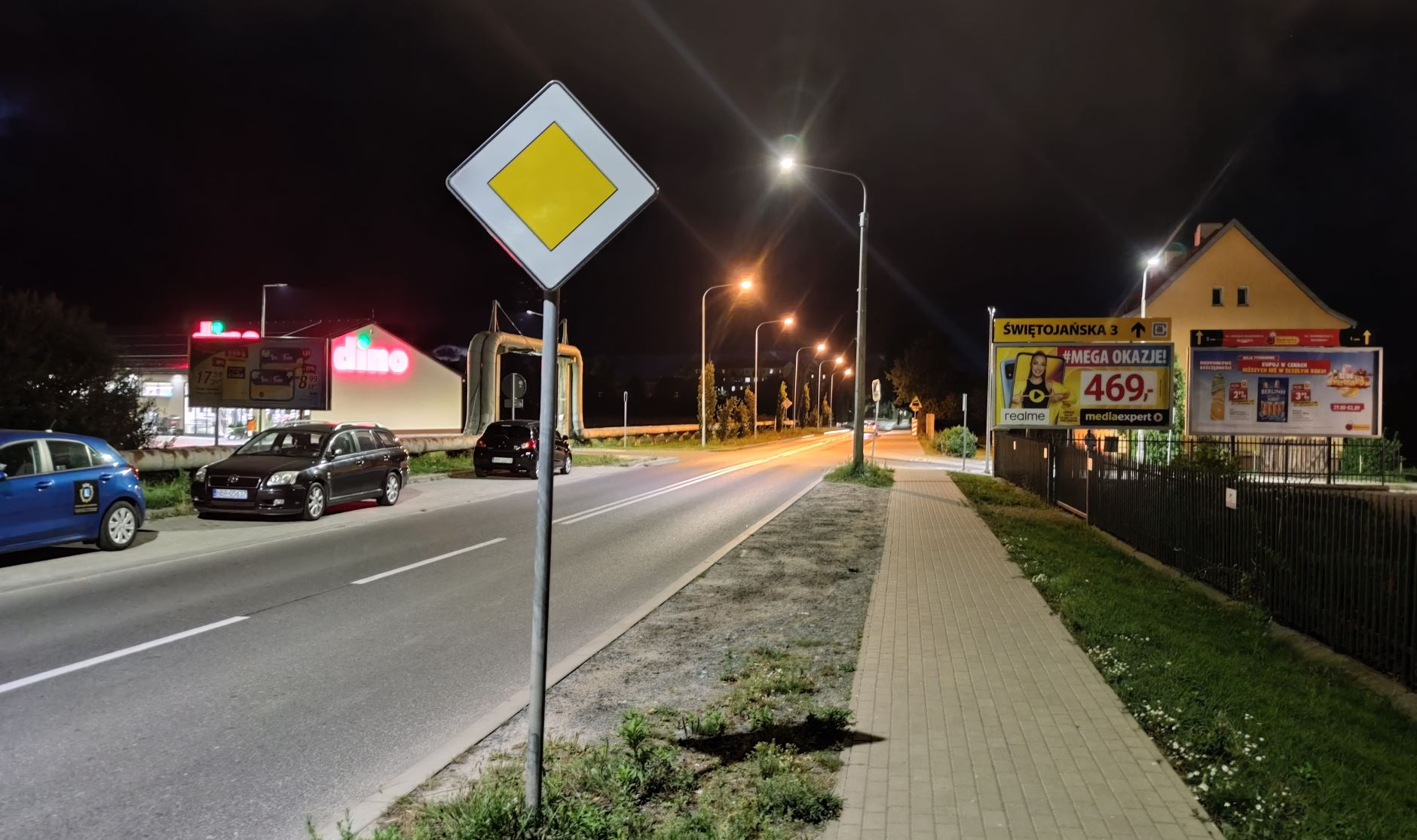
Ul. Stefczyka nocą
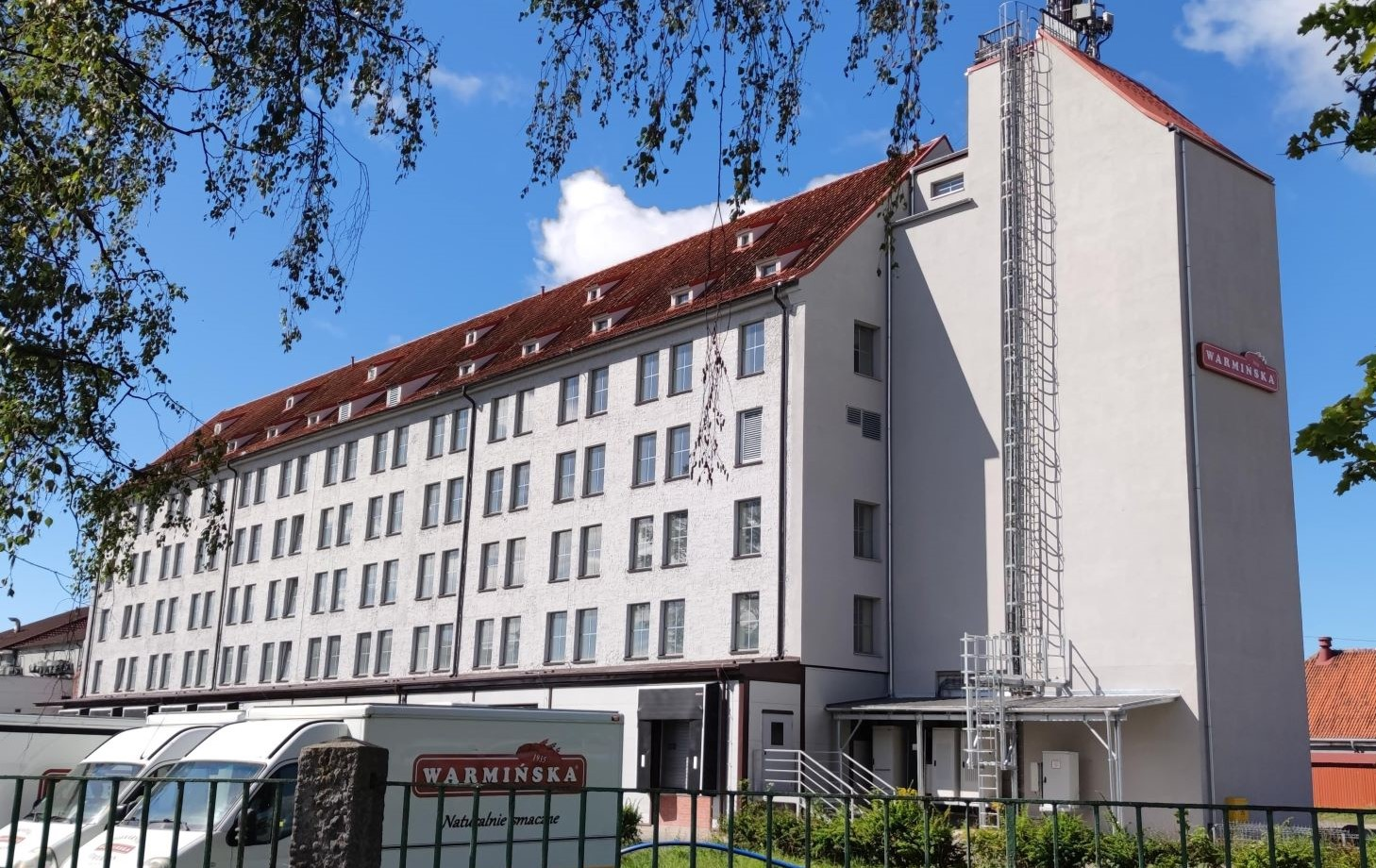
Piekarnia Warmińska
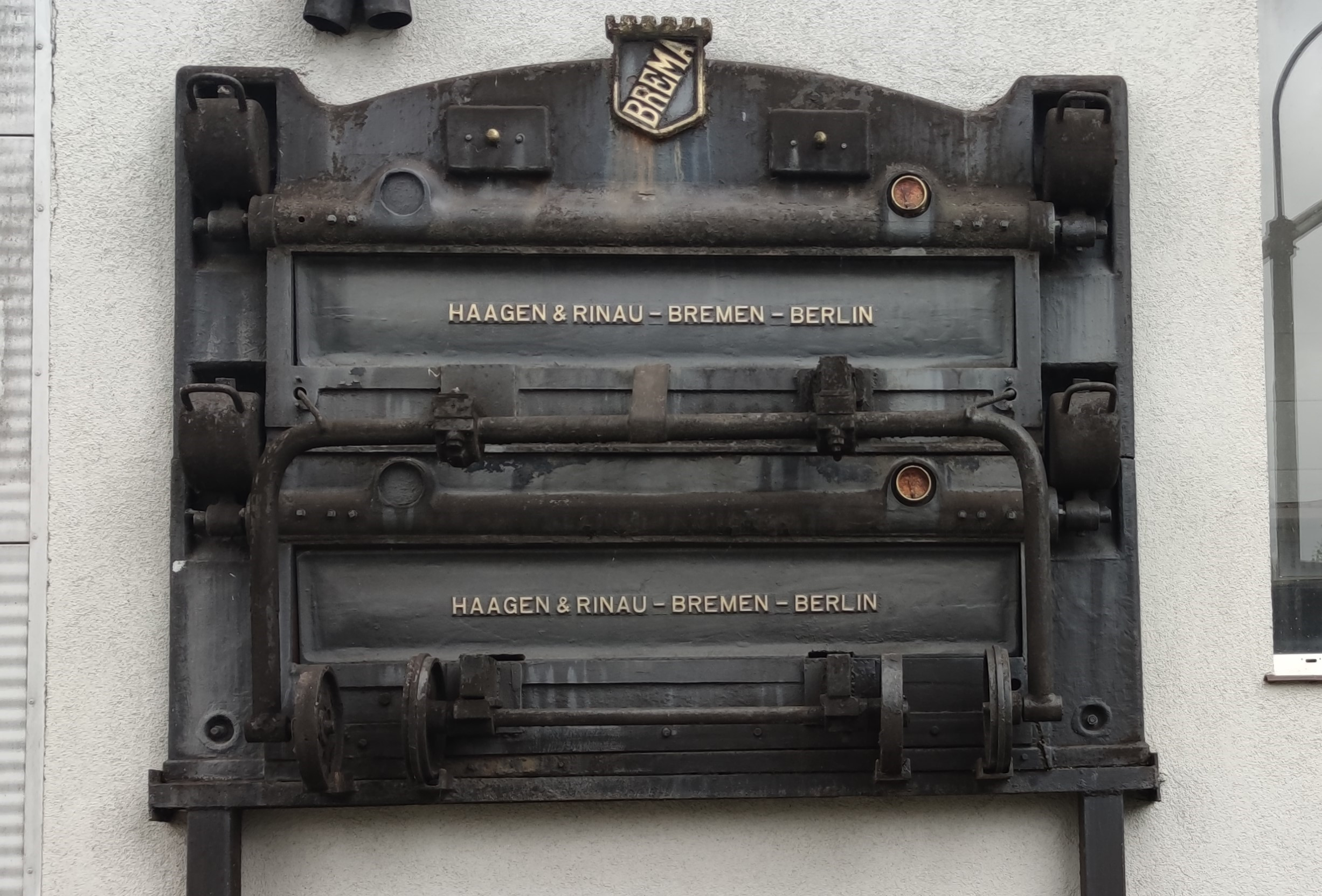
Drzwi do pieca piekarniczego firmy Haagen & Rinau (eksponowane na zewnątrz)
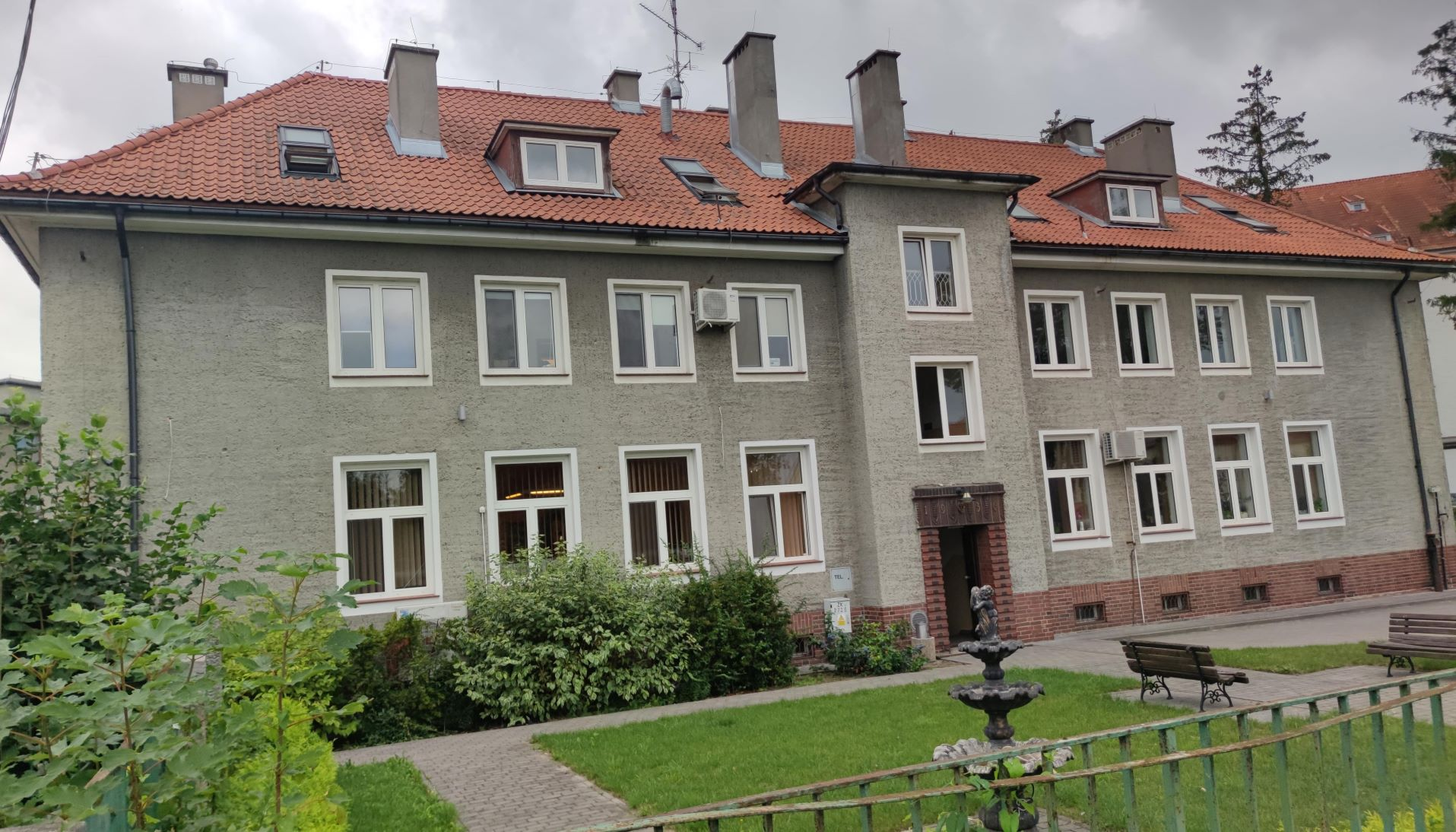
Budynek z rokiem budowy –1936
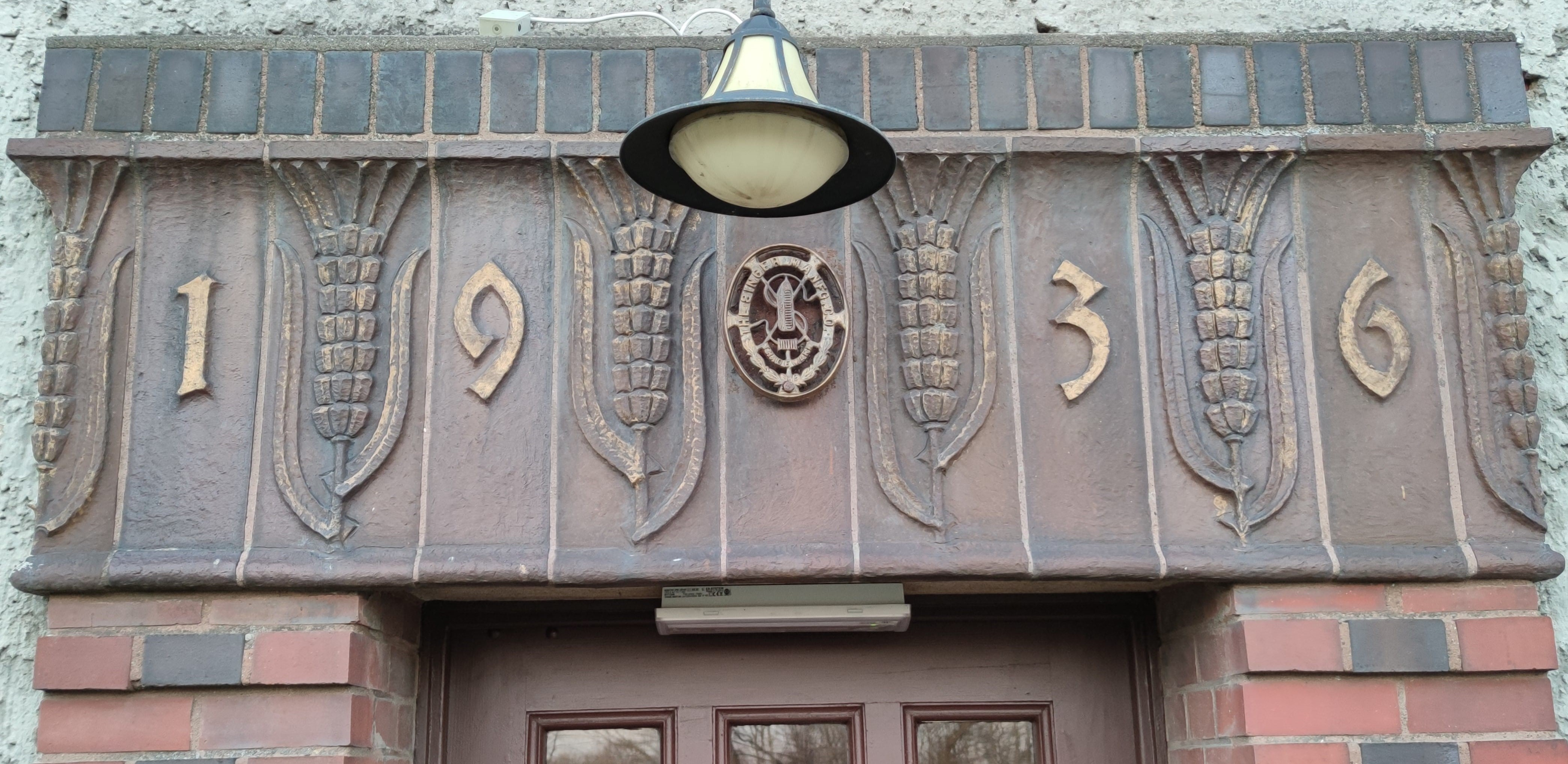
Fronton – detal
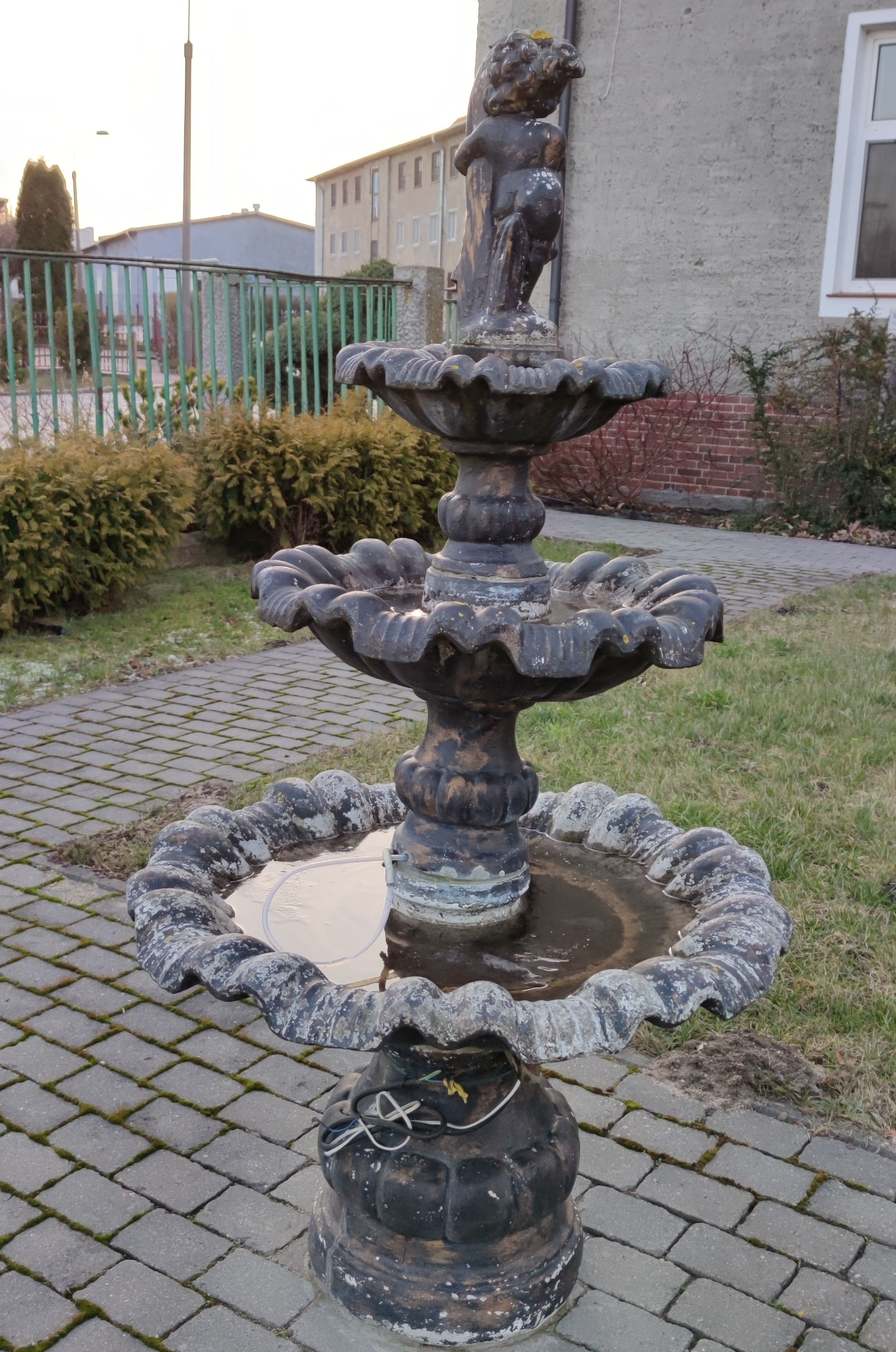
Fontanna (przedwojenna)
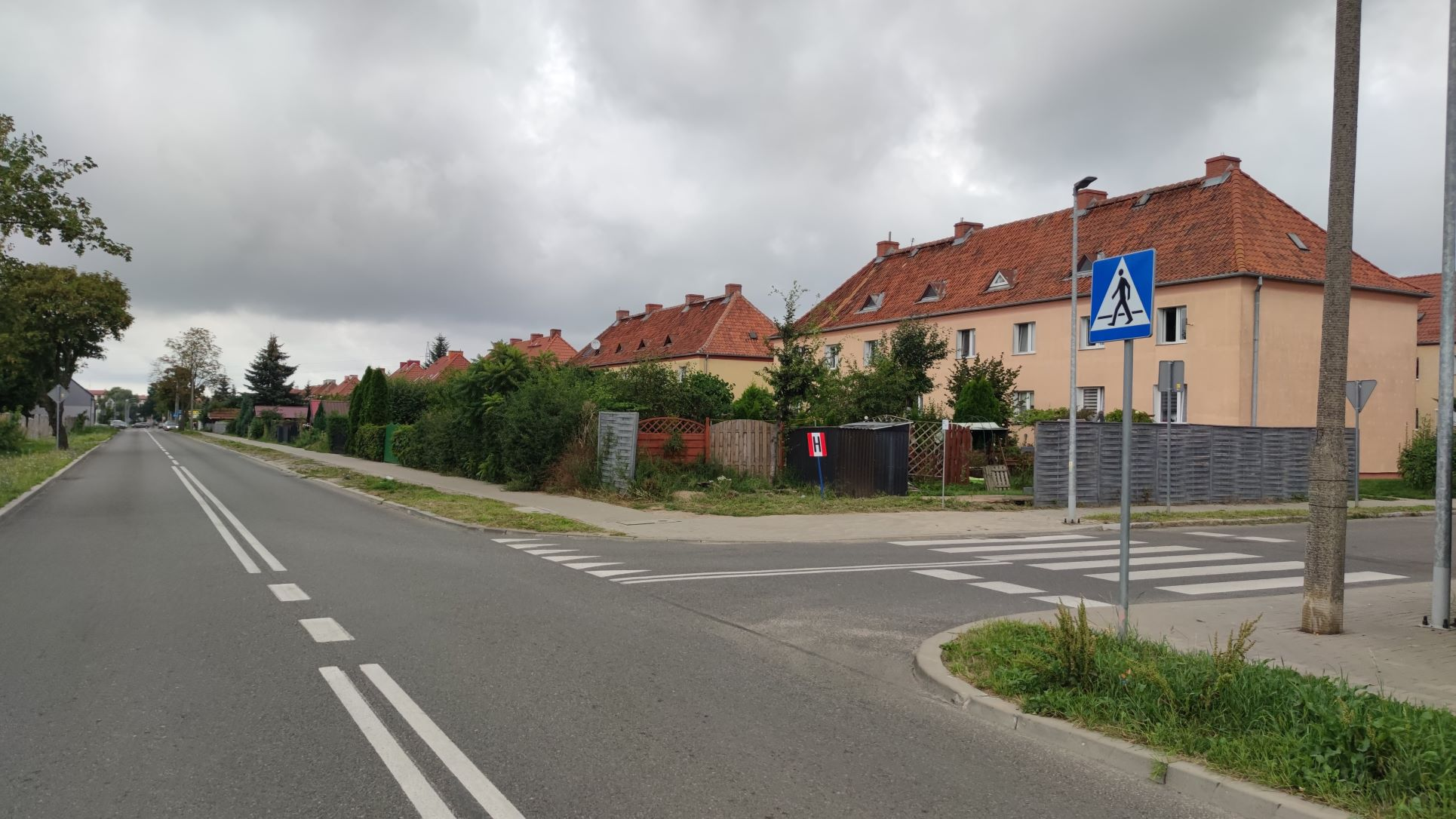
Skrzyżowanie z ul. Grota-Roweckiego
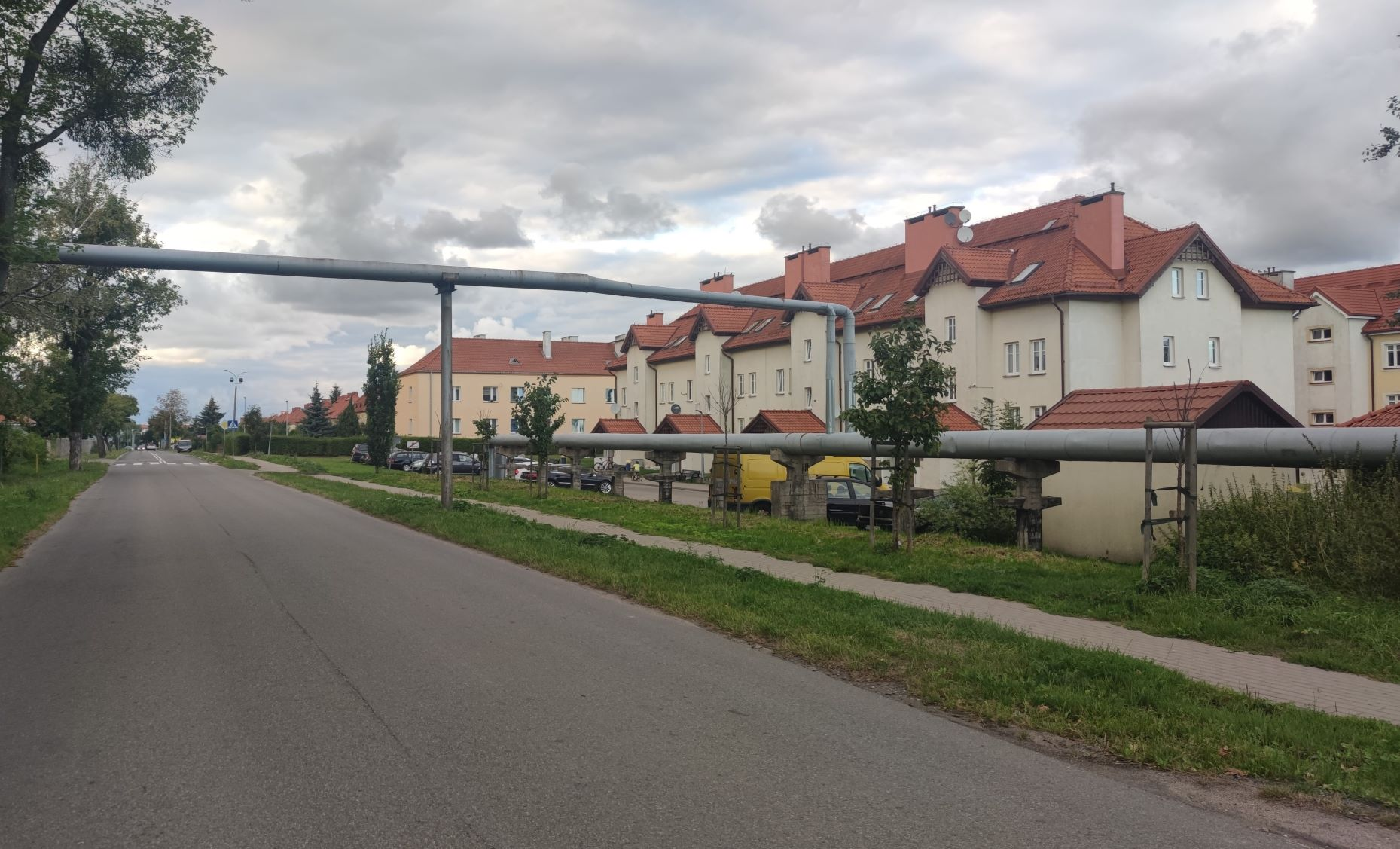
Wszechobecne rury ciepłownicze
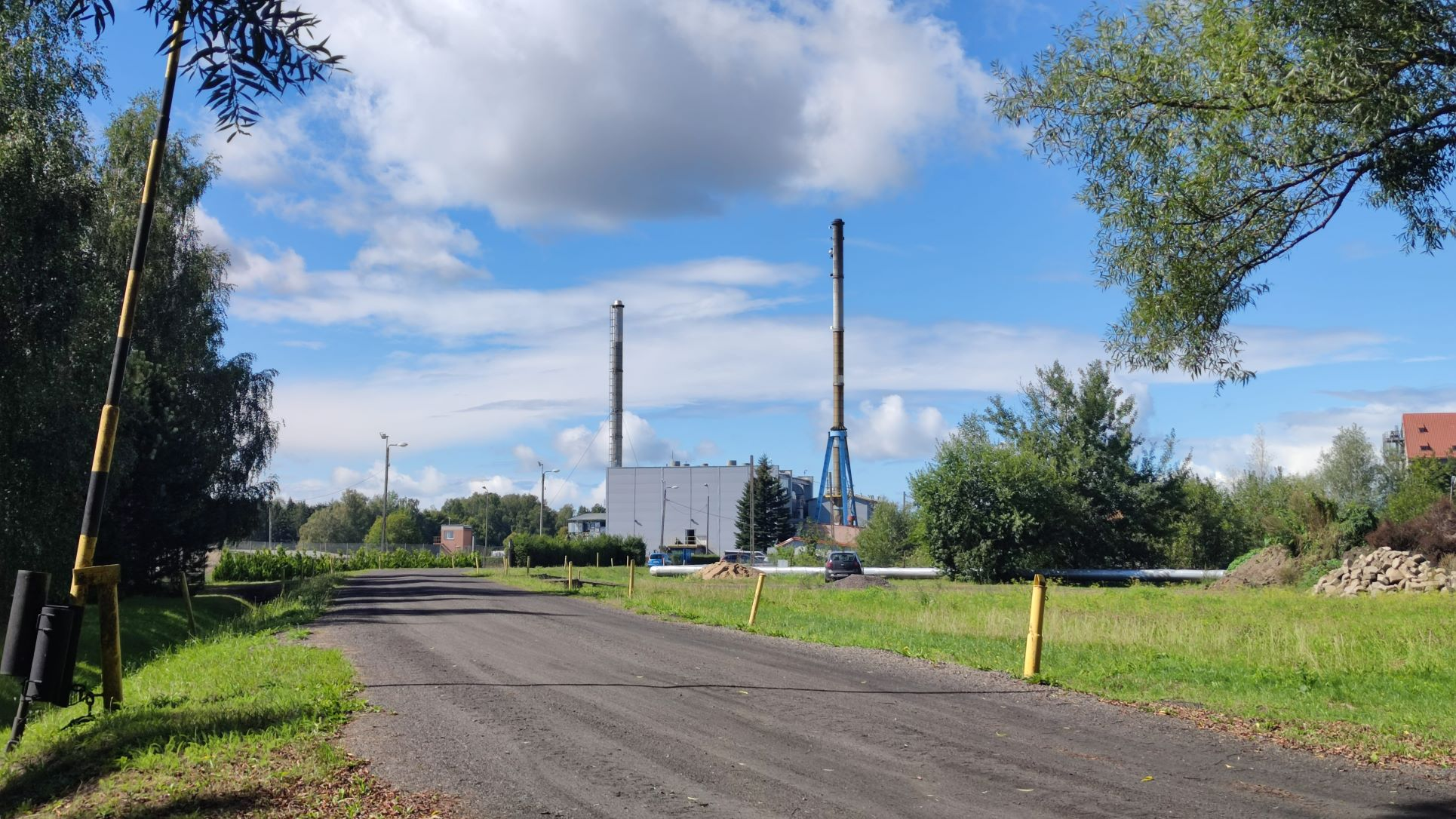
Miejskie Przedsiębiorstwo Energetyki Cieplnej
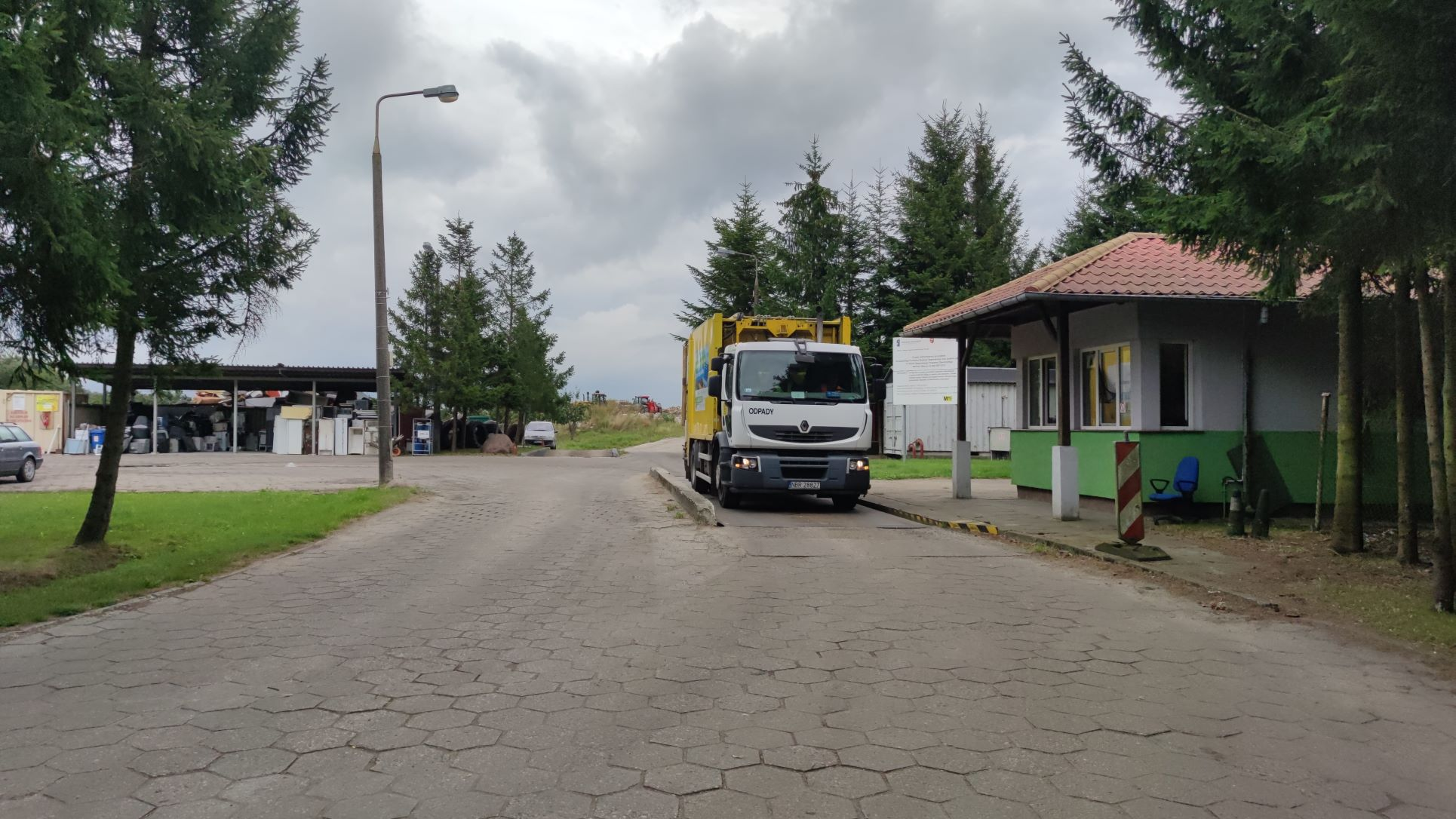
Stacja przeładunkowa odpadów (pot. wysypisko) na końcu ulicy